# Radvaň nad Laborcom
Radvaň nad Laborcom (in tedesco Radwang, in ungherese Laborcradvány, in ruteno Radvan) è un comune della Slovacchia facente parte del distretto di Medzilaborce, nella regione di Prešov.
Il comune di Radvaň nad Laborcom è sorto nel 1967 per l'unione dei due preesistenti comuni di Vyšná Radvaň e Nižná Radvaň. Nižná Radvaň viene menzionata per la prima volta nel 1440 quando apparteneva ai conti Szerdahely. Nel 1475 passò ai conti Izbugyay e nel 1550 ai Drugeth. Nel XVII secolo entrò a far parte dei possedimenti dei conti Kazinczy, poi dei Szirmay e infine di quelli dei Desseffwy. Vyšná Radvaň è citata per la prima volta nel 1470 come feudo degli Izbugyay. Nel XIX secolo passò ai conti Andrássy che lo detennero per circa un secolo.